# 1761

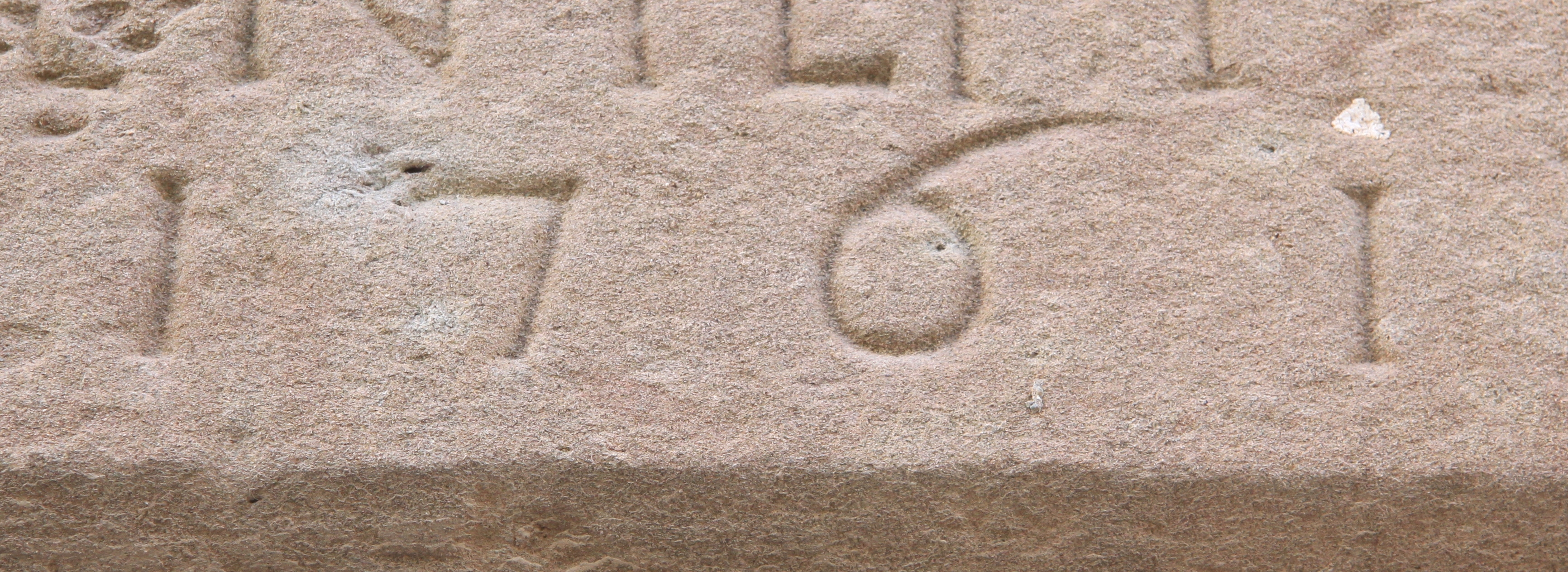
Llinda d'una casa del carrer del Pont de Santa Pau

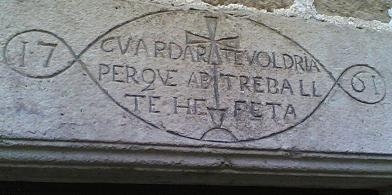
Llinda Can Bellestoles, Santa Pau

## Esdeveniments
- 14 de gener: Tercera Batalla de Panipat entre els marates i els afgans
- 16 de gener: Els anglesos capturen Pondicherry, ciutat de l'Índia, als francesos
- 8 de febrer: Un terratrèmol a Londres aconsegueix aterrar les xemeneies de les cases dels barris de Limehouse i Poplar.
- 8 de març: Segon terratrèmol a Londres, aquesta vegada afecta a Hampstead i Highgate.
- 6 de juny: Un trànsit de Venus és detectat a més de 120 llocs del món.
- A la Guayana holandesa un "Estat" format per esclaus fugitius signa un tractat amb el governador local.
- Guerra dels Set Anys (1756-1763)

## Naixements
Països Catalans
- 1 d'abril, Santa Coloma Sasserra, corregiment i diòcesi de Vic: Francesc Mirambell i Giol, religiós, lexicògraf, historiador i acadèmic.[1]
- 22 d'abril, Xàtiva: Francesc de Paula Martí Mora, gravador i estenògraf espanyol, introductor de l'estenografia a Espanya (m. 1827).[2]

Resta del món
- 19 de febrer, Blomberg: Anton Heinrich Pustkuchen, compositor alemany del Barroc.
- 8 de març: Jan Potocki, novel·lista polonès.
- 11 d'abril, Königsbergː Elisabeth von Staegemann, escriptora, pintora i salonnière alemanya.[3]
- 3 de maig: August von Kotzebue, dramaturg alemany (m. 1819).[4]
- 5 de juliol, La Bassée, Nord - Pas de Calais: Louis Léopold Boilly, pintor francès (m. 1845).[5]
- 16 d'agost, Sant Petersburg: Ievstigney Fomin, compositor rus del Classicisme.
- 13 de novembre: John Moore, general britànic
- 20 de novembre: Pius VIII, papa de Roma
- 1 de desembre, Estrasburg: Marie Tussaud, escultora de cera francesa, fundadora del Museu Madame Tussauds a Londres.[6]
- Cabeza del Buey, Província de Badajoz: Diego Muñoz Torrero, sacerdot, catedràtic i polític espanyol, considerat un dels pares de la Constitució de Cadis de 1812.

- Istanbul: Mehmed Said Halet Efendi, polític otomà enemic de l'occidentalització i oposat a la supressió dels geníssers.

## Necrològiques
- 4 de gener - Stephen Hales, fisiòleg, químic i inventor anglès (n. 1677)
- 10 de gener - Edward Boscawen, almirall britànic (n. 1711)
- 1 de febrer - Pierre François Xavier de Charlevoix, historiador francès (n. 1682)
- 4 d'abril - Theodore Gardelle, pintor i esmaltador suís (n. 1722)
- 9 d'abril - William Law, ministre anglès (n. 1686)
- 15 d'abril - Archibald Campell, 3r duc d'Argyll, polític escocès (n. 1682)
- 17 d'abril - Thomas Bayes, matemàtic anglès (n. 1702)
- 14 de maig - Thomas Simpson, matemàtic britànic (n. 1710)
- 2 de juny - Jonas Alströmer, industrial suec (n. 1685)
- 4 de juny - Samuel Richardson, escriptor anglès (n. 1689)
- 13 de juliol - Tokugawa Ieshige, shogun japonès (n. 1712)
- 3 d'agost - Johann Matthias Gesner, acadèmic alemany (n. 1691)
- 8 de setembre - Bernard Forest de Béldior, enginyer francès (n. 1698)
- 27 d'octubre - Pàdua: Carlo Lodoli, arquitecte, matemàtic i clergue franciscà (n. 1690).
- 30 de novembre - John Dollond, òptic anglès (n. 1706)
- 23 de desembre - Alestair Ruadh MacDonell, espia jacobí escocès (n. 1725)